# Pandemia de gripe A (H1N1) de 2009-2010 en Ecuador
La pandemia de gripe A (H1N1), que se inició en 2009, entró en Ecuador el 15 de mayo del mismo año. Este fue el 13º país en reportar casos de gripe A en el continente americano. La primera persona infectada por esta pandemia fue un niño de Guayaquil procedente de Miami.

## Brote
El 15 de mayo de 2009, Ecuador registró el primer caso de gripe A (H1N1) en Guayaquil. El niño fue trasladado al Hospital de Infectología, donde se sospechó que tenía influenza A (H1N1). El Colegio Americano, escuela donde asistía tuvo que ser cerrada por una semana.
El 20 de mayo, Ecuador confirmó 6 nuevos casos en Guayaquil y 1 en Quito elevando el número de casos a 8 en todo el país.
El 22 de mayo se confirman dos nuevos casos de gripe A (H1N1) en Guayaquil. La ministra de Salud, Caroline Chang, fue quien lo confirmó. Uno de los infectados es hermano de una de las personas que ya estaba enferma con el virus, y el otro es un viajero que llegó de Miami.
El 25 de mayo, el ministerio de Salud confirmó que el número de contagiados de gripe A (H1N1) en Ecuador se elevó a 24.
El 29 de mayo se confirma que el número de contagiados aumentó a 35 en Ecuador: 33 de ellos en Guayaquil, 1 en Machala, y 1 en Quito. 
El 5 de junio, el número de infectados subió a 57, en donde se registraron nuevos casos en Quito subiendo a 6, 3 más en Guayaquil, mientras que se registró el primer caso en Cuenca.
El 9 de junio, los casos aumentaron a 60, los nuevos pacientes, fueron un hombre de 45 años y una mujer de 32, en la cual fueron internados el 5 de junio en el hospital público Eugenio Espejo en Quito, afirmó el ministerio en un comunicado.
Ya existen 160 confirmados en el país 25 de junio.
Al 10 de julio existen 218 casos confirmados y 2 muertes registradas en las provincias de Azuay y Tungurahua. La mayoría de casos se encuentran en la provincia del Guayas (100 casos). La segunda provincia con más casos es Pichincha (41 casos). Le siguen las provincias de Azuay (21 casos), Chimborazo (10 casos), Cañar (8 casos), Manabí (8 casos), Tungurahua (3 casos), Pastaza (2 casos). Además se han registrado recientemente casos en las provincias fronteirzas con Colombia y Perú. Esmeraldas y Carchi presentan 5 casos de gripe porcina. El Oro y Loja, fronterizas con Perú tienen 6 casos.
El Viernes 17 de julio, el número de contagiados por la gripe AH1N1, ascendió a 357, cuya mayoría de infectados están en la provincia del Guayas , cuya capital es Guayaquil, la ciudad más poblada del país y centro económico de esta nación andina. Hasta este día, se han registrado 5 casos mortales en 2 personas de 28 años, y las de más de 74, 49 y 42 años. Existen casos confirmados en las provincias de Pichincha, El Oro, Manabí, Azuay, Cañar, Chimborazo, Tungurahua, Pastaza, Carchi, Esmeraldas, Loja, Morona Santiago, Napo y Los Ríos
. En la provincia de Loja existe alarma por la presencia de 11 casos conformados, 4 casos confirmados en Macará y 7 en la ciudad de Loja
394 casos 21 de julio. Según reportes del Ministerio de Salud, se han registrado 394 contagiados en el país por gripe porcina desde mayo pasado. Además de otra víctima cobró el virus en la provincia de Chimborazo. Se trata de una mujer de 49 años, oriunda de la comunidad Iltus, en Chunchi. Con esto se elevan las muertes a 9 por AH1N1.
Hasta el 27 de abril de 2010 (fecha de la última actualización), Ecuador confirmó 2.251 casos y 129 muertes por la gripe A (H1N1).
|                  | Provincia        | A(H1N1) | A(H3N2) | B    | Total |
| ---------------- | ---------------- | ------- | ------- | ---- | ----- |
| Región costa     | Esmeraldas       | 4       | 1       | 0    | 5     |
| Región costa     | Manabí           | 1       | 0       | 0    | 1     |
| Región costa     | Santa Elena      | 0       | 2       | 0    | 2     |
| Región costa     | El Oro           | 1       | 0       | 1    | 2     |
| Región costa     | Guayas           | 27      | 242     | 341  | 610   |
| Región sierra    | Carchi           | 1       | 0       | 0    | 1     |
| Región sierra    | Pichincha        | 15      | 379     | 1203 | 1597  |
| Región sierra    | Imbabura         | 5       | 87      | 102  | 194   |
| Región sierra    | Cotopaxi         | 12      | 53      | 168  | 233   |
| Región sierra    | Tungurahua       | 6       | 307     | 674  | 987   |
| Región sierra    | Bolívar          | 0       | 0       | 3    | 3     |
| Región sierra    | Loja             | 0       | 1       | 0    | 1     |
| Región sierra    | Cañar            | 1       | 33      | 55   | 89    |
| Región sierra    | Azuay            | 2       | 29      | 24   | 55    |
| Región sierra    | Santo Domingo    | 0       | 18      | 16   | 34    |
| Región sierra    | Chimborazo       | 8       | 99      | 270  | 377   |
| Región amazónica | Morona Santiago  | 1       | 2       | 0    | 3     |
| Región amazónica | Sucumbíos        | 0       | 3       | 5    | 8     |
| Región amazónica | Napo             | 0       | 1       | 0    | 1     |
| Región amazónica | Zamora Chinchipe | 0       | 0       | 5    | 5     |
| Región amazónica | Pastaza          | 0       | 8       | 5    | 13    |
| Región amazónica | Orella           | 1       | 1       | 19   | 21    |

## Muertes
Las dos primeras muertes registradas en Ecuador por la gripe A (H1N1), se dieron el 10 de julio de 2009 en las provincias de Azuay y Tungurahua. En la actualidad hay 75 muertes confirmadas.

## Islas Galápagos
El 26 de agosto, el Comité de Operaciones de Emergencia de la isla Santa Cruz (una de las cuatro habitadas del archipiélago) resolvió suspender las actividades en escuelas, colegios y universidades hasta el 7 de septiembre, indicó Leopoldo Bucheli, alcalde de la isla donde se han confirmado ocho casos de la enfermedad. Esta se adoptó para prevenir el desarrollo del contagio, dado que la mayor parte de casos se detectó en dos colegios de Santa Cruz. No se han reportado casos en las otras islas habitadas.
El 9 de septiembre, se ha confirmado la primera muerte en las Islas Gálapagos: el afectado era un joven, el cual vivía en la isla de Santa Cruz, en donde se ejecutaron programas de fumigación y de prevención, así como la entrega de dispensadores de desinfectantes y alcohol antibacteriales.

### Otros
- Gripe A (H1N1), en la Organización Mundial de la Salud
- Fases pandémicas de la OMS
- Influenza Research Database Database of influenza sequences and related information.
- Centers for Disease Control and Prevention (CDC): Swine Influenza (Flu) (inglés)
- Medical Encyclopedia Medline Plus: Swine Flu (inglés)
- Medical Encyclopedia WebMD: Swine Flu Center (inglés)
- Organización Mundial de la Salud (OMS): Gripe porcina (español)
- Centros para el Control y la Prevención de Enfermedades: Influenza A (H1N1) (gripe A H1N1) (español)
- Enciclopedia Médica Medline Plus: Gripe porcina (español)

- Datos: Q6059536